# Miloslav Fleischmann

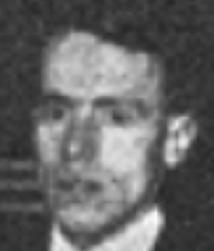
Miloslav Fleischmann

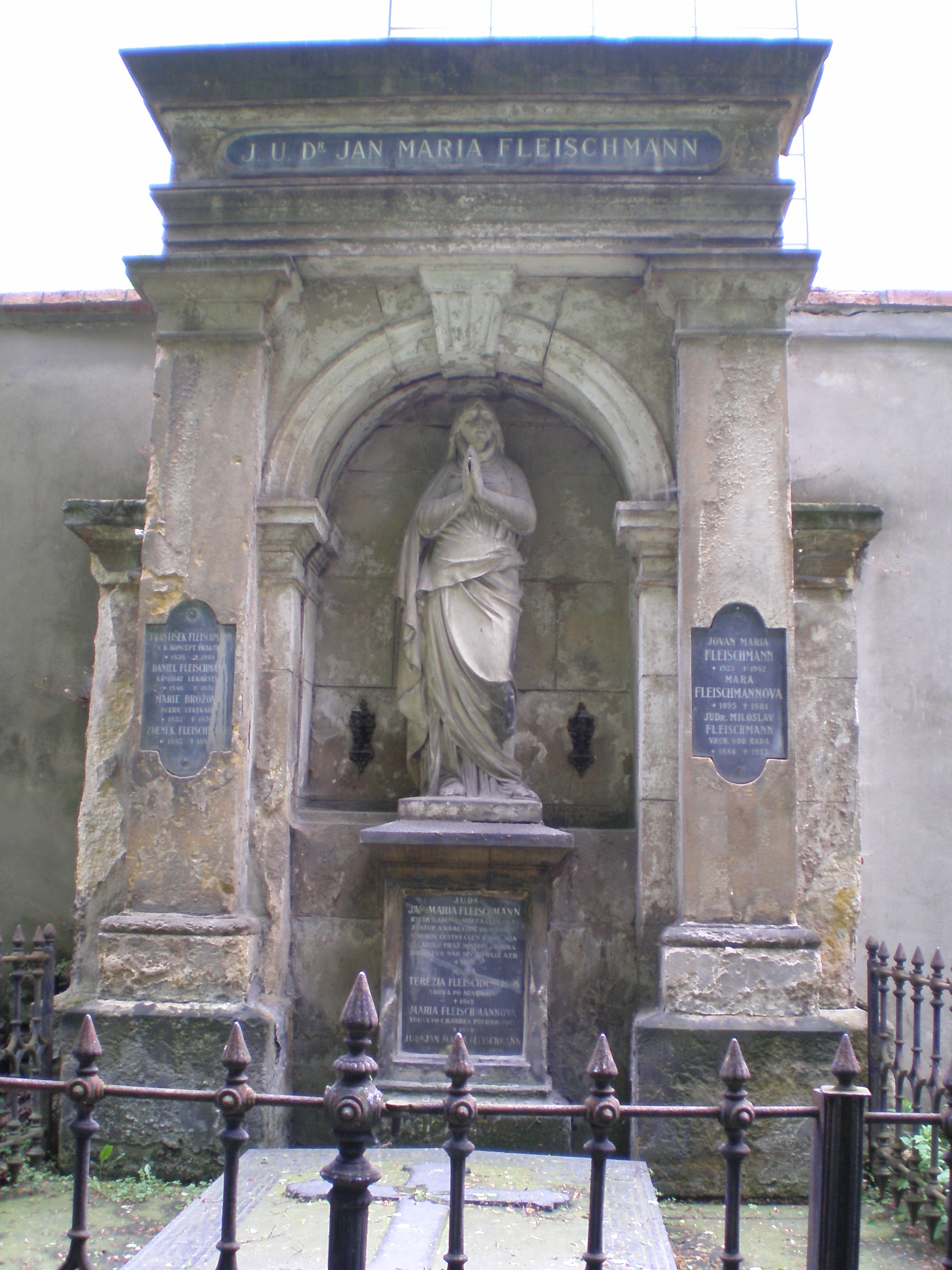
Familiengrabstätte der Fleischmanns auf dem Olšany-Friedhof in Prag

Miloslav Fleischmann (* 4. September 1886 in Prag; † 12. August 1955 in Prag) war ein tschechoslowakischer Eishockeyspieler, der mit der böhmischen bzw. tschechoslowakischen Nationalmannschaft zwei Goldmedaillen bei Europameisterschaften gewann.
Miloslav Fleischmann spielte mit seinem ein Jahr jüngeren Bruder Jan Fleischmann in der Herrenmannschaft des SK Slavia Praha, mit der die Brüder mehrfacher Böhmischer Meister im Eishockey wurden. Zwischen 1911 und 1923 nahmen sie mehrfach an Europameisterschaften teil, bei denen sie 1911 und 1922 die Goldmedaille, 1913 die Silbermedaille und 1923 die Bronzemedaille gewannen.
Sein letztes internationales Spiel nach dem Ersten Weltkrieg gewann er mit dem tschechoslowakischen Team bei der Winterolympiade 1924, die gleichzeitig als Weltmeisterschaft gewertet wurde. Die Mannschaft der Tschechoslowakei belegte damals den fünften Rang.